# Trichosurus caninus
Trichosurus caninus là một loài động vật có vú trong họ Phalangeridae, bộ Hai răng cửa. Loài này được Ogilby mô tả năm 1835.
Đây là loài đặc hữu của Úc. Được tìm thấy ở phía bắc Sydney, loài này từng được xếp vào loại sở hữu lông cọp núi, là họ hàng gần nhất của nó.
Trong tự nhiên, chúng có thể sống tới 17 tuổi, có lãnh thổ ổn định và đầu tư nhiều năng lượng để nuôi dưỡng con non.